# Уїла (провінція)
Уїла (порт. Huíla) — провінція  на південному заході Анголи. Столиця — Лубанго. Площа — 75 002 км ². Населення — близько 1248000 жителів (на 2005 рік).
Складається з 14 муніципалітетів (порт. município):
- Каконда (Caconda)
- Какула (Cacula)
- Калукембе (Caluquembe)
- Шіанже (Chiange)
- Шибіа (Chibia)
- Шикомба (Chicomba)
- Шипінду (Chipindo)
- Кувангу (Cuvango)
- Умпата (Humpata)
- Жамба (Jamba)
- Лубангу (Lubango)
- Матала (Matala)
- Кіленгеш (Quilengues)
- Кіпунгу (Quipungo)

В провінції Уїла знаходиться звивиста дорога Леба Гілл, а також національний парк Бікуарі.
| Ангола | Це незавершена стаття з географії Анголи. Ви можете допомогти проєкту, виправивши або дописавши її. |